# East African Railways
Die East African Railways (EAR) war eine gemeinsame Eisenbahngesellschaft von Kenia, Uganda und Tansania.

## Geschichte
Am 1. Mai 1948 wurden die beiden Eisenbahngesellschaften Kenya and Uganda Railways and Harbours (KUR&H) und die Tanganyika Railway and Port Services zur East African Railways and Harbours Administration (EAR & H) verschmolzen und nach der Unabhängigkeit (Tanganjika: 1961; Uganda: 1962; Kenia: 1963) 1969 in East African Railways (EAR) umbenannt. Nachdem die Zoll- und Wirtschaftsunion zwischen Uganda, Kenia und Tansania 1977 aufgrund der stark voneinander abweichenden politischen und wirtschaftlichen Systeme zerbrach, wurde die gemeinsame Eisenbahnverwaltung und damit auch die East African Railways aufgelöst. Der Teil der gemeinsamen Eisenbahn, der sich auf ugandischem Staatsgebiet befand, wurde in Uganda Railway Cooperation (URC) umbenannt, der, der sich auf kenianischem Staatsgebiet befand, in Kenya Railways (KR), und der, der in Tansania lag, in Tanzania Railways Corporation (TRC).

## Netz

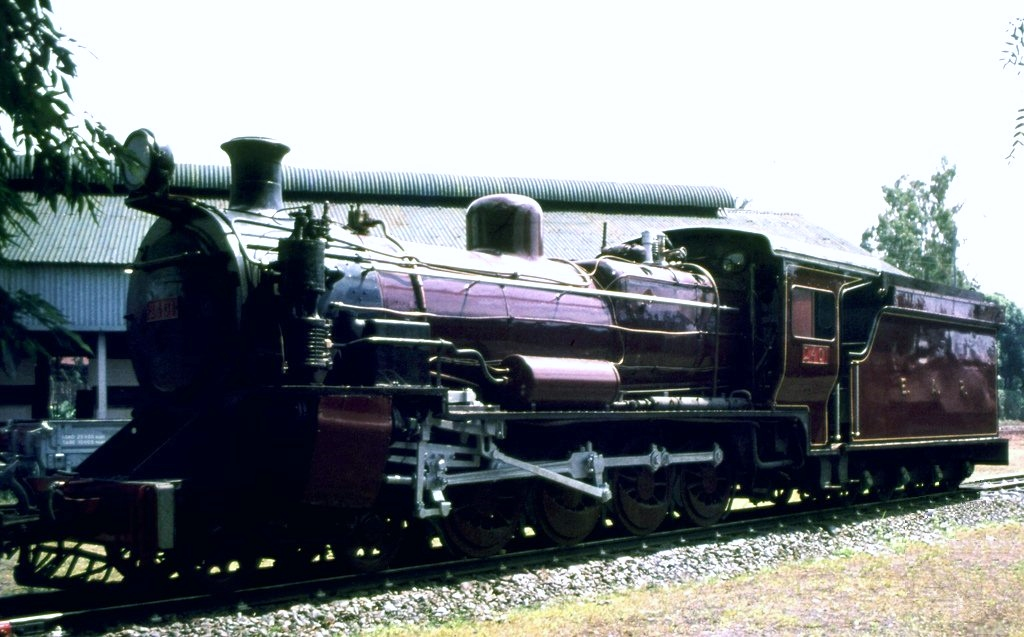
Restaurierte Dampflokomotive der EAR im Eisenbahnmuseum Nairobi

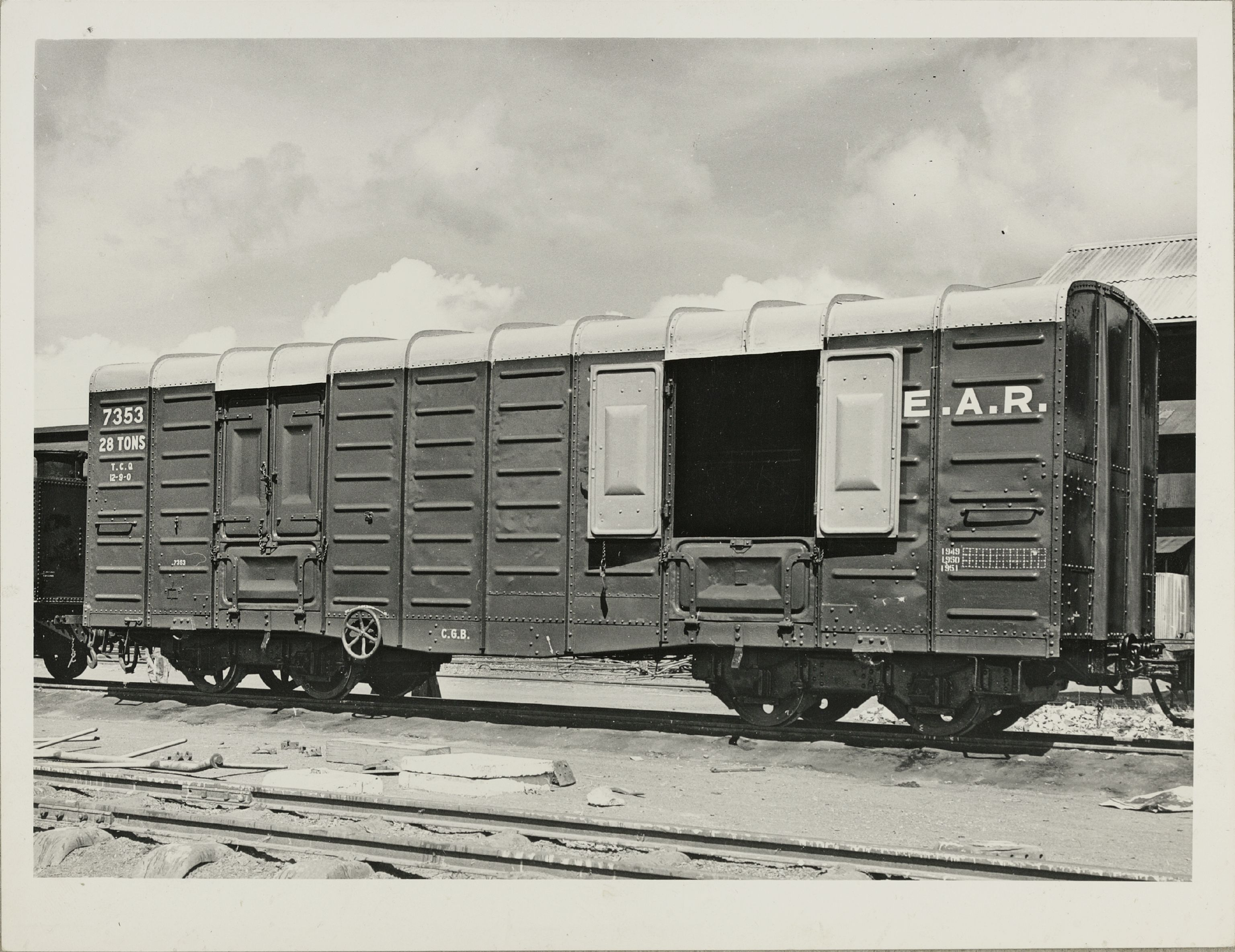
Güterwagen Bauart CGB für den Transport von Natriumcarbonat

Für den Zusammenschluss der Bahnsysteme sprachen verschiedene Gründe. Seit dem Ende des Ersten Weltkriegs befanden sich alle drei Gebiete – wenn auch mit unterschiedlichem rechtlichen Status – unter Hoheit Großbritanniens. Die Bahnen aller drei Staaten waren in Meterspur errichtet worden und – nachdem die beiden unabhängigen Netze in Tansania 1963 verbunden worden waren – auch durchgängig befahrbar. So konnte das Rollmaterial freizügig überall eingesetzt werden.
Die drei Hauptstrecken der East African Railways verliefen alle von der Küste ins Hinterland, zwei verbanden den Indischen Ozean mit den Großen Seen im Großen Afrikanischen Grabenbruch des Hinterlandes:
- Uganda-Bahn: Mombasa – Victoriasee
- Usambarabahn
- Tanganjikabahn: Daressalaam – Tanganjikasee

Von diesen Strecken zweigten eine Reihe weiterer Strecken ab.
Als systemfremder Inselbetrieb in der Spurweite 610 mm kam im Jahr 1952 noch die Southern Province Railway im Süden Tansanias hinzu. Sie wurde allerdings bereits 1963 stillgelegt.

## Fahrzeuge
1973 war die Gesellschaft im Besitz von 465 Lokomotiven, 287 Personenwagen, 29 Speisewagen und 10 584  Güterwagen. 1976 kaufte die EAR fünf Güterzugdampflokomotiven der Klasse 27II von der Indian Railways. Die Dampflokomotiven der Klasse 59 waren die weltweit größten Meterspurlokomotiven.